# Panton (Pandrah)
Panton is een bestuurslaag in het regentschap Bireuen van de provincie Atjeh, Indonesië. Panton telt 226 inwoners (volkstelling 2010).